# 顾家相
顾家相（1853年—1917年），字辅卿，号励堂，浙江会稽人，清末官員，史学家、金石学家。

## 生平
光绪二年丙子年（1876年）进士。清末，在江苏、河南、江西做过官，官至知县、知府。
清光绪二十五年（1899年），时任萍乡县令的顾家相主持修建了江西省第一条铁路——萍（乡）安（源）铁路。
任萍乡县令期间，亦积极倡办新式学校。
辛亥革命后，自认为满清遗老，曾做《哀思曲》表明心绪。
1903年至1912年在河南省开封市河南省高等学堂任学监、总办。
后任浙江省建设局《浙江通志》中《厘税志》、《金石志》纂修。完成《厘税志》，《金石志》未脱稿便去世了。
其子顾燮光亦是书画家、金石学家。

## 评价
- 刘大白代绍兴县志采访处挽顾家相

其经述是儒林，其词章是文苑，其考厘税、蒐金石，又是史官，事事可师，草志尤资吾辈法；
于浙东为耆旧，于秦中为寓公，于江左右、河南北，并为循吏，洋洋盈耳，知名不独故乡多。
- 刘大白代王余子挽顾家相

读哀思一曲，似开府端忧，是书生结习未除，讬之麦秀黍离，聊自安排作遗老；
志厘税三篇，仿兰台食货，惜古刻蒐奇犹缺，从此吉金药石，更谁磨洗认前朝。

## 参看
- 开封高级中学